# الوان (کرخه)
الوان یا  عبدالخان شهری در استان خوزستان و مرکز شهرستان کرخه است.
شهر الوان جمعیتی بالغ بر ۶،۸۶۰ نفر دارد. این شهر از جنوب به رودخانه کرخه، و از شرق به اهواز و از غرب به شوش محدود شده‌است. سابقه تأسیس شهرداری و انجام خدمات شهری به سال ۱۳۷۶ برمی گردد. گویش و زبان محلی شهروندان عربی می‌باشد که اکثراً درزمینه‌های حمل ونقل، کشاورزی و دامداری فعالیت می‌نمایند.

## جمعیت
جمعیت شهر الوان بنابر سرشماری نفوس و مسکن سال ۱۳۹۵ برابر با ۶،۸۶۰ نفر بوده‌است.

## هنرمندان
علوان الشویع خوانندهٔ اهل علوان که بعدها به اهواز سفر کرد و مبدع سبک آواز عربی علوانیه است که به نام او معروف شد. سبک علوانیه از مرزهای خوزستان و ایران فراتر رفت و در عراق، بحرین و کویت نیز رواج یافت.